# Nesticus uenoi
Nesticus uenoi là một loài nhện trong họ Nesticidae.
Loài này thuộc chi Nesticus. Nesticus uenoi được Takeo Yaginuma miêu tả năm 1972.